# الروحة (منطقة)
الروحة هي منطقة تقع في شمال فلسطين. تُعتبر من أخصب أراضي فلسطين، فتكثر فيها عيون الماء والينابيع والّتي تزيد عن 100 عين، كما تكثر فيها الوديان ذات الأحواض الواسعة من التربة الزراعية الخصبة. تُعتبر الروحة ذات مناخ مُمطر نسبيًا. تحوي منطقة الروحة على آثارِ 9 طواحين موسمية كانت تعمل بواسطة الماء في فصل الشتاء.

## التسمية
الروحة أو الروحاء كما تمّ ذكرها في بعض المصادر، تُشير المصادر أن سبب تسمية هذه المنطقة بهذا الاسم هو موقعها في مركز فلسطين، إذ أنّها منطقة مُستوية ومُريحة للسكن وغنيّة بالمياه والثمرات، كما أنّها تقع على تقاطعات الطرق الرئيسيّة في فلسطين، وقد كثرت فيها الخانات وأماكن الاستراحة على مرّ العصور.

## التاريخ

### القُرى المُهجّرة

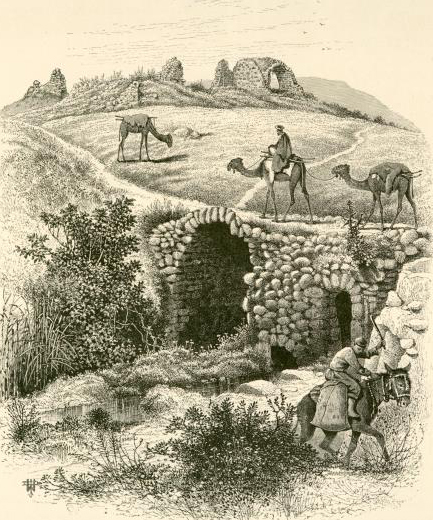
رسم لخان اللجون عام 1870م.

خلال حرب النكبة عام 1948م تمّ تهجير وتدمير الكثير من القُرى الفلسطينيّة، وفي منطقة الروحة وحدها تمّ تهجير وتدمير ما يُقارب 30 قرية وهي:
| - أبو زريق - أبو شوشة - أم الشوف - خربة البرج - بريكة | - البطيمات - ألبويشات - الجعارة[بحاجة لمصدر] - خبيزة - دالية الروحة | - الريحانية - الشونة - صبارين - الصفصافة[بحاجة لمصدر] - الغَبية الفوقة | - الغَبية التحتا - النغنغية - قنير - الكفرين - اللجون | - المنسي - السنديانة |

### أحداث الروحة
بعد الإعلان عن مشروع مُصادرة آلاف الدونمات من أراضي الروحة لأغراض عسكرية إسرائيلية ومن أجل مخططات مستقبلية لزرع مستعمرة صهيونية على أرضها؛ خرج آلاف الفلسطينيين من سكان منطقة أم الفحم وقراها بسلسلة احتجاجات شعبية واعتصامات، وعلى أثر ذلك اجتاحت القوات الإسرائيلية مدينة أُمّ الفحم في 27 سبتمبر 1998م، وأصابت بنيرانها وبالغازِ المُدمّع قُرابة 670 متظاهر منهم طلاب في المدرسة الثانوية الشاملة في أم الفحم داخل حرم المدرسة. في النهاية تراجعت السلطات الإسرائيلية عن قرار المصادرة، بفعل الضغط الشعبي الواسع، ووقعت اتفاقية مع اللجنة الشعبية للدفاع عن أراضي الروحة وبلدية أم الفحم تقضي بإلغاء كل القيود على أراضي الروحة والعمل على تطويرها، ونقل صلاحية تنظيم أراضي الروحة إلى نفوذ تنظيم وادي عارة وقرى المنطقة بدلًا من تنظيم حيفا.

## الجغرافيا

### المبنى الطيبوغرافي
تتكون منطقة الروحة من هضبةٍ مُنبسطة تقع بين جبال أم الفحم جنوبًا وجبال الكرمل شمالاً، أمّا مُعدّل طولها فيصل إلى 17 كم ومُعدّل عرضها يصل إلى 13 كم، وتقرب مساحتها 220 كم². يبلغُ مُتوسط ارتفاع هذه الهضبة (200 - 250) مترًا فوق سطح البحر باستثناء مُرتفعين يزيدان عن ذلك حتّى 400م إحداهما يقع جنوب شرقي الكفرين ويُسمّى «مُرتفع الرأس»، والآخر يقع شمالي عين إبراهيم.

### الحدود
يُمكن اعتبار «واد الملح» الحد الشمالي لمنطقة الروحة حيث تمتد من جنوب قرية الفريديس بإتجاه قيرة وقامون (يوكنعام اليوم) مرورًا إلى اللجون (مجدو). تُعتبر منطقة «وادي عارة» الحد الجنوبي الشرقي لمنطقة الروحة مرورًا من تل الأساور حتّى اللجون (مجدو). أمّا حدودها الغربيّة فهي غير مُحدّدة بشكلٍ دقيق كونها تتداخل مع الساحل الفلسطيني.

### القرى
قرى دمرت قبل 1948:
- أم الدفوف
- أم العلق
- قيرة وقامون[3]

ضمّت الروحة ما يزيد عن 30 قرية فلسطينية وقد هُجّرت وُدمّرت غالبيّة هذه القرى، أثر الاعتداء الصهيوني عليها، والمجازر التي أُرتكبت في بعضها، حتى بقي اليوم بضع قرى منها، وهي:
| - كُفر قرع - عارة - مُصمُص - مُعاوية | - مشيرفة - البيّاضة - البيار |

### الوديان
- وادي الزرقاء أو التماسيح.
- وادي الدالية أو أم التوت.
- وادي المراح أو الخروص.
- وادي القصب.
- وادي الغبيات.
- وادي الدفلة.

### الينابيع
- عين الكفرين، الكفرين.
- عين السكران، أبو شوشة.
- عين صبارين، صبارين.
- عين أم الشوف، أم الشوف.
- عين الميتة، السنديانة.
- عين الست ليلى، اللجون.

## طالع أيضًا
- مرج ابن عامر.
- وادي عارة.
- المثلث.